# Cratyna cryptospina
Cratyna cryptospina is een muggensoort uit de familie van de rouwmuggen (Sciaridae). De wetenschappelijke naam van de soort werd voor het eerst geldig gepubliceerd in 1993 door Hans-Georg Rudzinski.